# Markaz Aţfīḩ
Markaz Aţfīḩ (arabiska: مركز أطفيح) är en region i Egypten.   Den ligger i guvernementet Sina al-Janubiyya, i den centrala delen av landet, 80 km söder om huvudstaden Kairo.